# Ingá-Máret Gaup-Juuso
Ingá-Máret Gaup-Juuso, född 1987, är en samisk sångare som är uppväxt i Finland. Hon har även starka rötter i Norge och i Sverige. Ingá-Máret Gaup-Juuso är en jojkare och renskötare från Karesuvanto i Enontekis i norra Finland. Hon är sångare och jojkare i electronicabandet Tundra Electro. Båda hennes föräldrar är samer, fadern från den finska sidan av Sápmi och modern från Kautokeinoområdet. Gaup-Juuso är utbildad i samiska och litteratur. 2016 var Gaup-Juuso med och etablerade bandet Tundra Electro, tillsammans med den norske musikern och kompositören Patrick Shaw Iversen.
2022 vann Gaup-Juuso sångklassen i Sámi Grand Prix med låten Dovdameahttumii, som skrevs av henne själv i samarbete med Ylva Persson, Linda Persson och Paul Dubrovsky. Senare samma år kom hon sexa i Liet International i Tønder, Danmark, där hon framförde en något modifierad version av Dovdameahttumii.
Gaup-Juuso deltog även i Sámi Grand Prix 2015, då hon kom tvåa i den traditionella jojken om sin syster. 2016 tilldelades hon det finska Larin Paraske-priset. 2019 anställdes hon som fylkesjojkare av Troms fylke.